# Hajmar
Hajmar (arab. حيمر) – miejscowość w Syrii, w muhafazie Aleppo. W 2004 roku liczyła 1749 mieszkańców.